# Vicente Campos
José Vicente Campos Carnota, (nacido en La Guaira, Estado Vargas, Venezuela, el 27 de julio de 1992). Es un lanzador de béisbol profesional, que juega para Los Angeles Angels of Anaheim de las Grandes Ligas (MLB) y en la Liga Venezolana de Béisbol Profesional (LVBP) perteneció a los Cardenales de Lara.

## Carrera como beisbolista
El 14 de mayo de 2009, VSL Mariners de la Venezuelan Summer League de la clase Rookie firmaron al Lanzador Vicente Campos. El 17 de octubre de 2010, Vicente Campos hace su debut con Los Cardenales de Lara. El 14 de junio de 2011, Vicente Campos fue asignado a Everett AquaSox de la Northwest League de la Clase A temporada corta.
Antes de la temporada 2012, John Sickels de Minorleagueball.com lo consideraba el quinto mejor prospecto de los Marineros de Seattle para el año 2012.
EL 23 de enero de 2012, Los New York Yankees negociaron al C Jesús Montero y el Lanzador Héctor Noesí  para los Marineros de Seattle por los Lanzadores Michael Pineda y Vicente Campos.
El 4 de abril de 2012, Vicente Campos fue asignado a Charleston RiverDogs de la South Atlantic League de Clase A (Media). El 3 de mayo de 2012 Charleston RiverDogs colocaron a Vicente Campos en la lista de lesionados de 7 días con carácter retroactivo al 1 de mayo de 2012.
19 de noviembre de 2013, Campos fue asignado a Tiburones de La Guaira.
Los Yankees de Nueva York seleccionó el contrato de Campos. Él fue añadido a la lista de 40 jugadores el 20 de noviembre de 2013.
El 21 de noviembre de 2013, Vicente Campos volvió a participar con Los Cardenales de Lara.

### 2014
El 13 de marzo de 2014, Los Yankees de Nueva York colocan a Vicente Campos a Tampa Yankees de La Florida State League de Clase A Avanzada (Fuerte).
Tampa Yankees colocaron Vicente Campos en la lista de lesionados de 7 días. Se sometió a una cirugía el 3 de abril de 2014 y se perdió la temporada. Después de la temporada 2014, luego lo firmaron a un contrato de ligas menores. 
El 2 de diciembre de 2014, Vicente Campos fue elegido a la agencia libre.
El 5 de diciembre de 2014, Los Yankees de Nueva York firmaron a Vicente Campos a un contrato de liga menor y lo invitó a los entrenamientos de primavera.
El 19 de diciembre de 2014, Vicente Campos fue asignado al Trenton Thunder de La Eastern League de Doble A.

### 2015
El 9 de abril de 2015, Campos fue asignados a Tampa Yankees.
El 22 de junio de 2015, Tampa Yankees enviaron a Campos en una asignación de rehabilitación de GCL Yankees 1 de La Gulf Coast League de la Clase Rookie.
El 27 de junio de 2015Tampa Yankees enviaron a Campos en una asignación de rehabilitación de GCL Yankees 2 de La Gulf Coast League de la Clase Rookie.
El 4 de noviembre de 2015, Los Yankees de Nueva York añaden a Campos a la lista de 40 jugadores.

### 2016
El 14 de marzo de 2016, Los Yankees de Nueva York asigna a Campos  a Tampa Yankees.
El 1 de junio de 2016,	Campos asignado al Trenton Thunder.
El 25 de julio de 2016, Campos fue asignado a Scranton/Wilkes-Barre RailRiders.
El 31 de julio de 2016, los Yankees de Nueva York cambiaron a Campos a los Diamondbacks. Los Diamondbacks de Arizona por el Lanzador Tyler Clippard.
El 1 de agosto de 2016, Campos fue asignado a Mobile BayBears de La Southern League de la Doble A.
El 25 de agosto de 2016, Los Diamondbacks de Arizona promovieron a Campos a las Grandes Ligas.
Vicente Campos debutó en Grandes Ligas con los Diamondbacks de Arizona el 27 de agosto de 2016. Esa temporada tuvo una EFE. de .318 ponchando a 4 bateadores, en 5 inning y 2 tercios, permitiendo 4 Hit, 3 carreras, dos jonrones, y 2 Bases por bolas.
Vicente Campos fue el venezolano N° 352 en La MLB.
El 4 de noviembre, los Ángeles afirmaron Campos, frente a las exenciones.

## Vida personal
Campos es primo del campocorto Alcides Escobar, de los lanzadores Edwin Escobar y Kelvim Escobar, así como sobrino del campocorto José Escobar.